# شهرستان الیگان، میشیگان
شهرستان الیگان، میشیگان (به انگلیسی: Allegan Township, Michigan) یک منطقهٔ مسکونی در ایالات متحده آمریکا است که در میشیگان واقع شده‌است.

## خصوصیات
شهرستان الیگان ۸۲٫۶ کیلومترمربع مساحت و ۴٬۴۰۶ نفر جمعیت دارد و ۲۲۸ متر بالاتر از سطح دریا واقع شده‌است.